# Harry Gallagher
Harry Gallagher OAM (* 12. August 1924; † 21. Januar 2021) war ein australischer Schwimmtrainer.

## Karriere
Harry Gallagher wurde in seiner Zeit bei der Australian Army zum Schwimmlehrer, der den anderen Soldaten das Schwimmen beibrachte. Nach seiner Zeit bei der Army wurde er Schwimmlehrer und -trainer in Adelaide. 1953 entdeckte er die damals 16-jährige Dawn Fraser und holte sie nach Adelaide. Andere von ihm betreute Schwimmerinnen und Schwimmer waren Jon Henricks, Lorraine Crapp, Michael Wenden, Brad Cooper, Lynette McClements, Stephen Holland und Graham White. Von 1956 bis 1968 gewannen seine Schützlinge bei Olympischen Spielen neun Goldmedaillen, sechs Silbermedaillen und drei Bronzemedaillen. Bei Commonwealth Games waren es zwölf Goldmedaillen sowie sechsmal Silber und dreimal Bronze. Hinzu kamen 52 Weltrekorde.
Harry Gallagher verfasste die Bücher Harry Gallagher On Swimming und How to Sprint the Crawl. In späteren Jahren war er auch in Kanada als Trainer tätig.

## Ehrungen
Harry Gallagher wurde 1984 in die International Swimming Hall of Fame (ISHOF) aufgenommen. 1986 werhielt er die Medaille des Order of Australia. Seit 1989 ist er Mitglied der Sport Australia Hall of Fame.